# Guovdoajvejávrátja
Guovdoajvejávrátja är en sjö i Jokkmokks kommun i Lappland och ingår i Luleälvens huvudavrinningsområde. Sjön har en area på 0,328 kvadratkilometer och ligger 786 meter över havet. Guovdoajvejávrátja ligger i Padjelanta Natura 2000-område.
Guovdoajvejávrátja avvattnas av en namnlös jokk som mynnar i Báktegiesjjávrásj. Vattnet rinner därefter ner till Vásstenjávrre och fortsätter till havet via Vuojatädno, Stora Luleälv och Luleälven.

## Galleri

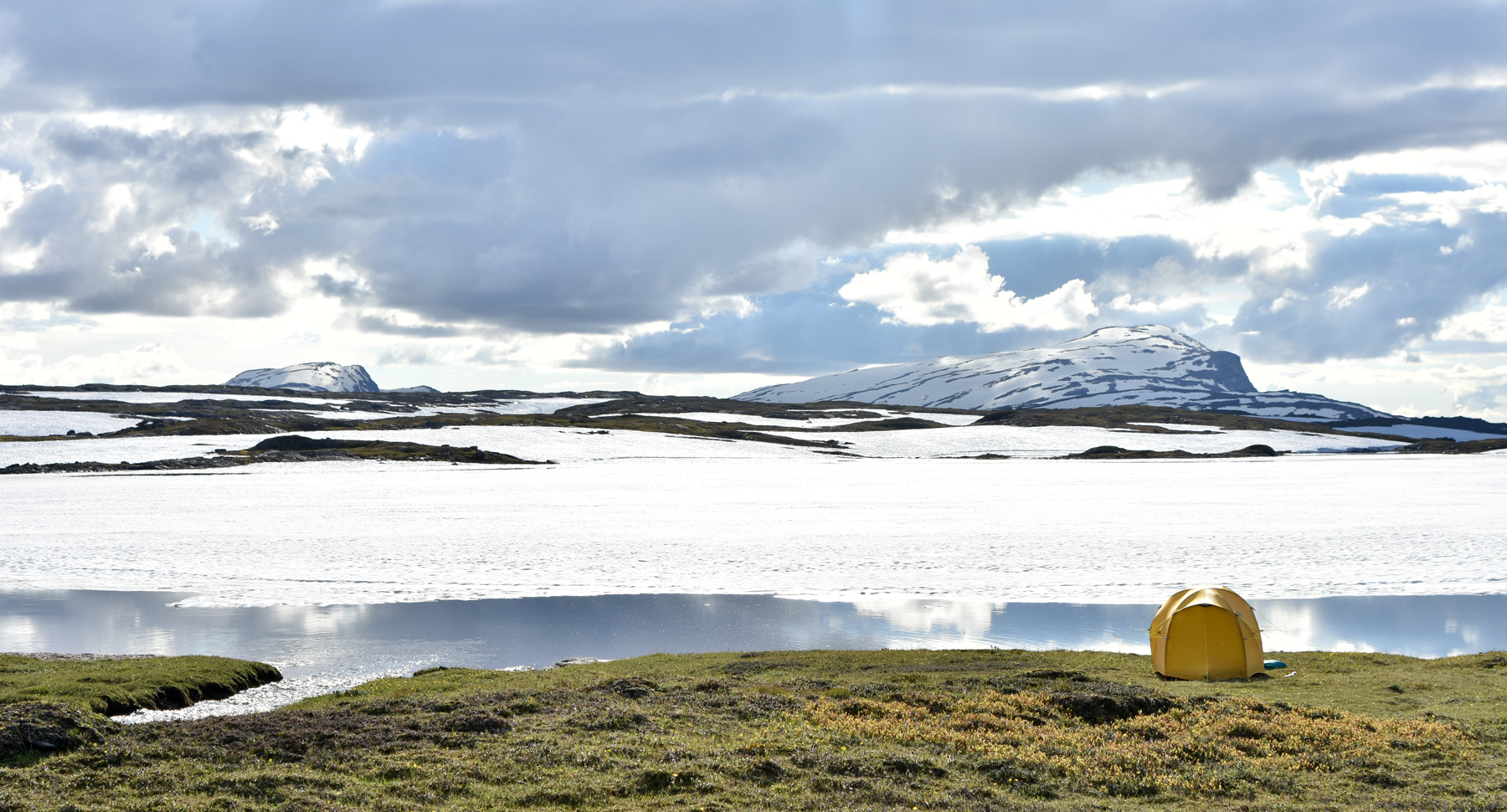
Fortfarande is på Guovdoajvejávrátja.